# Lucien van Nuffel
Lucien van Nuffel (Antwerpen, 1914. január 14. – 1980. november 10.) belga nemzetközi labdarúgó-játékvezető. Más források szerint Lucien Leo van Nuffel.

## Pályafutása

### Nemzeti játékvezetés
Játékvezetésből 1940-ben Antwerpenben vizsgázott. Az Antwerpeni labdarúgó-szövetség által üzemeltetett labdarúgó bajnokságokban kezdte sportszolgálatát. A Belga Labdarúgó-szövetség Játékvezető Bizottságának (JB) minősítésével a Tweede Klasse, majd 1947-től a Jupiler League játékvezetője. Küldési gyakorlat szerint rendszeres partbírói szolgálatot is végzett. A nemzeti játékvezetéstől 1964-ben visszavonult.

### Nemzetközi játékvezetés
A Belga labdarúgó-szövetség JB terjesztette fel nemzetközi játékvezetőnek, a Nemzetközi Labdarúgó-szövetség (FIFA) 1951-től tartotta nyilván bírói keretében. A FIFA JB központi nyelvei közül a franciát beszéli. Több nemzetek közötti válogatott, valamint Vásárvárosok kupája, Kupagyőztesek Európa-kupája és Bajnokcsapatok Európa-kupájaklubmérkőzést vezetett, vagy működő társának partbíróként segített. A belga nemzetközi játékvezetők rangsorában, a világbajnokság-Európa-bajnokság sorrendjében többedmagával a 12. helyet foglalja el 5 találkozó szolgálatával. A nemzetközi játékvezetéstől 1964-től a FIFA JB 50 éves korhatárát elérve búcsúzott. Nemzetközi pozíciójában Gérard Versyp követte. Válogatott mérkőzéseinek száma: 15.
| Időpont         | Helyszín                            | Mérkőzés típusa           | Mérkőzés                | Eredmény |
| --------------- | ----------------------------------- | ------------------------- | ----------------------- | -------- |
| 1951. június 3. | Frontiére Stadion, Esch sur Alzette | első válogatott mérkőzése | Luxemburg–Franciaország | 0 – 2    |

#### Labdarúgó-világbajnokság
Az 1954-es labdarúgó-világbajnokságon és az 1958-as labdarúgó-világbajnokságon a FIFA JB bíróként alkalmazta. Ha nem vezetett mérkőzést, akkor működő társának partbíróként segített. A kor elvárása szerint az egyes számú partbíró játékvezetői sérülésnél átvette a mérkőzés vezetését. 1958-ban kettő csoportmérkőzésen szolgált partbíróként. A második mérkőzésen, a Svédország–Magyarország (2 – 1) találkozón Jack Mowat egyes számú segítőjeként tevékenykedett. Selejtező mérkőzéseket az UEFA zónában irányított. Világbajnokságon vezetett mérkőzéseinek száma: 1 + 2 (partbíró).

##### 1954-es labdarúgó-világbajnokság
| Időpont            | Helyszín                     | Mérkőzés típusa           | Mérkőzés                              | Eredmény | Nézők száma |
| ------------------ | ---------------------------- | ------------------------- | ------------------------------------- | -------- | ----------- |
| 1953. november 25. | Princes Park Stadion, Párizs | előselejtező (4. csoport) | Francia labdarúgó-válogatott–Írország | 1 – 0    | 32 265      |

##### 1958-as labdarúgó-világbajnokság
| Időpont          | Helyszín               | Mérkőzés típusa              | Mérkőzés                        | Eredmény | Nézők száma |
| ---------------- | ---------------------- | ---------------------------- | ------------------------------- | -------- | ----------- |
| 1958. június 15. | Råsunda Stadion, Solna | csoportmérkőzés (C. csoport) | Svéd labdarúgó-válogatott–Wales | 0 – 0    | 29 000      |

#### Európa-kupa
| Időpont           | Helyszín             | Mérkőzés típusa | Mérkőzés                                | Eredmény | Nézők száma |
| ----------------- | -------------------- | --------------- | --------------------------------------- | -------- | ----------- |
| 1956. április 29. | Népstadion, Budapest | csoportmérkőzés | Magyar labdarúgó-válogatott–Jugoszlávia | 2 – 2    | 100 000     |

#### Labdarúgó-Európa-bajnokság
Az 1960-as labdarúgó-Európa-bajnokságon és az 1964-es labdarúgó-Európa-bajnokságon az UEFA JB játékvezetőként foglalkoztatta.

##### 1960-as labdarúgó-Európa-bajnokság
| Időpont          | Helyszín                       | Mérkőzés típusa            | Mérkőzés                              | Eredmény | Nézők száma |
| ---------------- | ------------------------------ | -------------------------- | ------------------------------------- | -------- | ----------- |
| 1959. április 5. | Dalymount Park Stadion, Dublin | előselejtező (1. mérkőzés) | Ír labdarúgó-válogatott–Csehszlovákia | 2 – 0    | 37 000      |

##### 1964-es labdarúgó-Európa-bajnokság

###### Selejtező mérkőzés
| Időpont           | Helyszín                      | Mérkőzés típusa            | Mérkőzés                | Eredmény | Nézők száma |
| ----------------- | ----------------------------- | -------------------------- | ----------------------- | -------- | ----------- |
| 1962. december 2. | Renato Dall' Stadion, Bologna | előselejtező (1. mérkőzés) | Olaszország–Törökország | 6 – 0    | 28 000      |

###### Európa-bajnoki mérkőzés
| Időpont           | Helyszín                               | Mérkőzés típusa   | Mérkőzés                              | Eredmény | Nézők száma |
| ----------------- | -------------------------------------- | ----------------- | ------------------------------------- | -------- | ----------- |
| 1964. március 11. | Ramón Sánchez Pizjuán Stadion, Sevilla | egyik negyeddöntő | Spanyolország–Ír labdarúgó-válogatott | 5 – 1    | 27 200      |

#### Olimpiai játékok
Az 1960. évi nyári olimpiai játékok olimpiai labdarúgó torna döntő mérkőzéseinek, ahol a FIFA JB bírói szolgálatra alkalmazta. Ha nem vezetett mérkőzést, akkor működő társának partbíróként segített. A kor elvárása szerint az egyes számú partbíró játékvezetői sérülésnél átvette a mérkőzés vezetését. Partbíróként egy mérkőzésre, 2. pozícióban kapott küldést.
| Időpont             | Helyszín                | Mérkőzés típusa              | Mérkőzés                                                               | Eredmény |
| ------------------- | ----------------------- | ---------------------------- | ---------------------------------------------------------------------- | -------- |
| 1960. augusztus 29. | Olimpiai Stadion, Róma  | csoportmérkőzés (B. csoport) | Olaszország az olimpiai játékokon–Nagy-Britannia az olimpiai játékokon | 2 – 2    |
| 1960. szeptember 1. | Városi Stadion, Livorno | csoportmérkőzés (A. csoport) | Egyiptom az olimpiai játékokon–Törökország az olimpiai játékokon       | 3 – 3    |

#### A magyar labdarúgó-válogatott mérkőzései (1902–1929)
| Időpont           | Helyszín             | Mérkőzés típusa          | Mérkőzés                                                   | Eredmény | Nézők száma |
| ----------------- | -------------------- | ------------------------ | ---------------------------------------------------------- | -------- | ----------- |
| 1956. április 29. | Népstadion, Budapest | 326. válogatott mérkőzés | Magyar labdarúgó-válogatott–Jugoszlávia                    | 2 – 2    | 100 000     |
| 1958. április 20. | Népstadion, Budapest | 343. válogatott mérkőzés | Magyar labdarúgó-válogatott–Jugoszláv labdarúgó-válogatott | 2 – 0    | 100 000     |

#### Nemzetközi kupamérkőzések
Vezetett kupadöntők száma: 3.

##### Vásárvárosok kupája
Az Európai Labdarúgó-szövetség (UEFA) JB az előző tornasorozat végéhez hasonlóan küldte a játékvezetőt. Az 1958–1960-as vásárvárosok kupája torna döntőjét ugyan az a játékvezető irányította. A tornasorozat 3. és 4. döntőjének – az első és a 2. belga – bírója. Rajta kívül Albert Dusch, Rudolf Scheurer és Laurens van Ravens játékvezetők vezethettek két alkalommal VVK döntőt.

###### 1958–1960-as vásárvárosok kupája
| Időpont           | Helyszín                        | Mérkőzés típusa     | Mérkőzés                        | Eredmény | Nézők száma |
| ----------------- | ------------------------------- | ------------------- | ------------------------------- | -------- | ----------- |
| 1960. március 29. | St Andrew's Stadion, Birmingham | döntő első mérkőzés | Birmingham City FC–FC Barcelona | 0 – 0    | 40 524      |
| 1960. április 1.  | Camp Nou, Barcelona             | döntő 2. mérkőzés   | FC Barcelona–Birmingham City    | 4 – 1    | 70 000      |

##### Kupagyőztesek Európa-kupája
| Időpont         | Helyszín                 | Mérkőzés típusa     | Mérkőzés        | Eredmény | Nézők száma |
| --------------- | ------------------------ | ------------------- | --------------- | -------- | ----------- |
| 1964. május 13. | Heysel Stadion, Brüsszel | döntő első mérkőzés | Sporting CP–MTK | 3 – 3    | 3 208       |

## Külső hivatkozások
- Lucien Van Nuffel. World Referee. [2012. szeptember 24-i dátummal az eredetiből archiválva]. (Hozzáférés: 2012. november 18.)
- Lucien Van Nuffel. footballzz.com. (Hozzáférés: 2012. november 18.)
- Lucien Van Nuffel. footballdatabase.eu. (Hozzáférés: 2012. november 18.)
- Lucien Van Nuffel. scoreshelf.com. [2015. november 3-i dátummal az eredetiből archiválva]. (Hozzáférés: 2012. november 18.)
- Lucien Van Nuffel. eu-football.info. (Hozzáférés: 2012. november 18.)
- Lucien Van Nuffel. weltfussball.de. (Hozzáférés: 2012. november 18.)

| Elődje: Andries van Leeuwen | KEK döntő 1963–1964 | Utódja: Gérard Versyp |